# Кончанское-Суворовское
Кончанское-Суворовское (до 1950 года Кончанское) — село в Боровическом районе Новгородской области. Административный центр Кончанское-Суворовского сельского поселения.

## География
Село расположено в 35 километрах от города Боровичи у озера Шерегодра. Здесь расположен Музей-заповедник А. В. Суворова.

## История
Село возникло на землях дворцового приказа у озера Шерегодра после Смутного времени, когда множество карелов переселялись с территорий, отошедших к Швеции по Столбовскому мирному договору 1617 года.
В XVIII—XIX веках село было родовым имением Суворовых. Село вместе с другими деревнями было приобретено в 1763 году Василием Ивановичем Суворовым, отцом великого русского полководца А. В. Суворова. Ранее оно принадлежало Елизавете Петровне, а затем в 1762 году село было пожаловано «в вечное владение» гофмейстерине А. К. Воронцовой, но она сразу же его продала вместе с крестьянами «за их своевольство и прочие резоны» генерал-поручику И. И. Шувалову.
Александр Васильевич Суворов трижды бывал в селе: зимой 1784 года, весной 1786 года и в 1797—1799 годах, отбывая ссылку.
Село считалось волостным центром Кончанской волости Боровического уезда Новгородской губернии, а в 1927—1932 годах было центром Кончанского района.
В годы коллективизации выездная редакция районной газеты «Красная искра» основала в селе колхоз, назвав его именем газеты.
В селе имеется памятник Суворову, установленный 22 декабря 1940 года, в 150-летнюю годовщину взятия Измаила. А 25 октября 1942 года был открыт дом-музей А. В. Суворова, положивший начало Музею-заповеднику А. В. Суворова.
В мае 1950 года село Кончанское было переименовано в Кончанское-Суворовское. В 1960 году по распоряжению Совета Министров РСФСР дом-музей А. В. Суворова был преобразован в музей-заповедник.
Областным законом № 1243-III ОД от 22.11.2005 были внесены изменения в статью 3 Областного закона № 373-ОЗ от 22.12.2004 «Об установлении границ муниципальных образований, входящих в состав территории Боровического муниципального района, наделении их статусом городского и сельского поселения и определении административных центров», заменив слова «Кончанское-Суворовское» словами «Кончанское-Суворовское».

## Население
| 2010 |
| ---- |
| 225  |

## Экономика
- КФХ Васильева Е. А. (разведение крупного рогатого скота).

## Образование
- Средняя общеобразовательная школа

## Транспорт и связь
- базовая станция сотовой связи ОАО «Мегафон», ОАО «МТС», Билайн
- ПАО «Ростелеком»